# イーグルハート
「イーグルハート」 ("Eagleheart")はストラトヴァリウスのシングル。アルバム『エレメンツ・パート1』からのシングルカットされた楽曲である。作曲、作詞ティモ・トルキ。
2曲目はシングルのみの収録。イェンス・ヨハンソンによる作詞作曲作品、打ち込みが使用されているなど今までのストラトヴァリウスの楽曲とは少々趣が違うアップテンポの楽曲である。

## 収録曲
1. "Eagleheart" (3:50)
2. "Run Away"
3. "Eagleheart (demo)"

## プロモーションビデオ
光るフロアの上にステージセットが置かれ、メンバーが演奏しているが、スローモーション録画とスピード録画を曲の速さに合わせて編集しており、コティペルトの口元や楽器を演奏する手の動きがかくかくとしている。